# Leopoldo Lugones
Leopoldo Antonio Lugones (Villa de María, 13 giugno 1874 – Tigre, 18 febbraio 1938) è stato un poeta, giornalista e saggista argentino.

## Biografia
Leopoldo Lugones nacque nella provincia di Córdoba, primogenito di Santiago Lugones e di Custodia Arguello. Sua madre gli insegnò i rudimenti della lettura e scrittura e fu responsabile della sua severa formazione cattolica. Durante la sua fanciullezza, la famiglia si trasferì prima a Santiago del Estero, poi a Ojo de Agua, una piccola città situata a sud dell'omonima provincia. Fu inviato a studiare per il baccalaureato al Collegio Nazionale di Córdoba, dove visse con la sua nonna materna. Nel 1892 la sua famiglia si trasferì a Córdoba e in quest'epoca Lugones ebbe le sue prime esperienze nel campo del giornalismo e della letteratura. Nel 1896 si trasferì a Buenos Aires e si sposò con Juana González. Nel 1897 nacque il suo unico figlio, Polo Lugones, che sarà poi capo della polizia durante la dittatura di José Félix Uriburu e acquisirà una triste fama come torturatore. Nel 1906 e nel 1911 viaggia in Europa, un'esperienza ancora considerata imprescindibile per chi volesse fare parte dell'elite letteraria di Buenos Aires. Nel frattempo Lugones generava costantemente polemiche negli ambienti letterari argentini, non tanto per la sua opera letteraria, quanto soprattutto per il suo protagonismo politico che si esprimeva con tortuose e improvvise giravolte ideologiche: durante la sua vita Lugones passò dal socialismo al liberalismo e poi al conservatorismo e infine al fascismo. Disgustato dagli avvenimenti politici degli anni '30 e anche dalla sua stessa militanza politica, Lugones si suicidò il 18 febbraio 1938 in un hotel di Tigre, El tropezón, ingerendo una miscela fatale di cianuro e whisky. Fu seppellito nel cimitero della Recoleta a Buenos Aires.
La sua fama raggiunse l'Italia, poco dopo la sua scomparsa, grazie a un intervento, pionieristico(che apparve sul periodico "Le lettere") del maggior ispanista italiano dell'epoca, Mario Puccini; ma soltanto molti decenni più tardi, fu dato qui da noi di conoscerne meglio il genio letterario: grazie a Borges, amico ed editore di Lugones presso Franco Maria Ricci. Da allora manca, in italiano, una ulteriore valida ricerca e proposta editoriale aperta, specie, al suo lascito poetico: che fu ritenuto, da molti artisti della sua generazione -non solo argentini- il migliore, in ambito ispano-americano, a livello di lirica novità e musicalità e introspezione cognitiva, negli anni da inizio Novecento sino al termine degli anni'30.

### Esordi nel giornalismo e nella letteratura
L'attività letteraria e politica di Lugones comincia già a Córdoba con la sua attività di giornalista per El Pensamiento Libre (Il libero pensiero), pubblicazione atea e anarchica. In questo periodo partecipa alla fondazione del primo gruppo socialista di questa città. Pubblica poesie con lo pseudonimo di Gil Paz. Poco dopo, arrivato a Buenos Aires, si unisce a un gruppo socialista frequentato da scrittori come José Ingenieros, Alberto Gerchunoff, Manuerl Ugarte e Roberto Pavró. Scrive in maniera sporadica per vari giornali, fra cui il socialista La Vanguardia e il periodico roquista Tribuna. In questo periodo conosce Rubén Darío, che avrà un'importante influenza sulla sua opera e il cui prestigio gli faciliterà l'ingresso al quotidiano La Nación. Nel 1897 Lugones pubblica il suo primo libro, Le montagne dell'oro (Las montañas del oro), influenzato dal simbolismo francese. Alcuni capitoli di questo libro vengono pubblicati in un'edizione curata da Paul Groussac nella raccolta Biblioteca.

### Vocazione politico-letteraria
Il 13 novembre 1899 aderisce alla massoneria e viene iniziato nella loggia Libertad Rivadavia n. 51. Nel 1903 sarà espulso dal partito socialista perché appoggia la candidatura conservatrice di Manuel Quintana per la presidenza della Repubblica. Nel 1905 pubblica Il crepuscolo del giardino (Crepúsculo del jardín), opera vicina al modernismo che raccoglie anche le tendenze letterarie francesi come il simbolismo, stile che approfondisce con il suo celebre Lunario sentimental, pubblicato nel 1909 e La guerra gaucha dal quale venne tratto il film omonimo nel 1942. Compie esperimenti con i racconti del mistero nel 1906, pubblicando la sua opera Le forze estranee (Las fuerzas extrañas); questo libro, insieme a Racconti fatali (Cuentos fatales) del 1926 sono considerati precursori della narrativa breve in Argentina che avrà una grande tradizione nel corso del XX secolo.

### Letteratura, epica e nazionalismo
Di ritorno dall'Europa nel 1911, Lugones pubblica il suo saggio Historia de Sarmiento (Storia di Sarmiento). Nel 1913 tiene una serie di conferenze al teatro Odéon, sotto il titolo di L'improvvisatore (El Payador) davanti a personaggi illustri come l'allora presidente Roque Sáenz Peña. Il tema principale delle conferenze, poi pubblicate nel 1916, è il poema epico Martín Fierro e l'esaltazione del gaucho come paradigma nazionalistico. Nell'opera di Domingo Faustino Sarmiento e di José Hernández, Lugones ritrova quello che definisce "la formazione del nostro spirito nazionale" "Facundo e Recuerdos de provincia sono la nostra Iliade e la nostra Odissea. Il Martín Fierro è il nostro Romancero" (da Historia de Sarmiento, 1911). La considerazione acquisita dal Martín Fierro come opera fondamentale della letteratura argentina si deve in gran parte alle interpretazioni di Lugones sull'influenza di quest'opera sulla formazione dell'identità culturale del paese.

### La svolta autoritaria

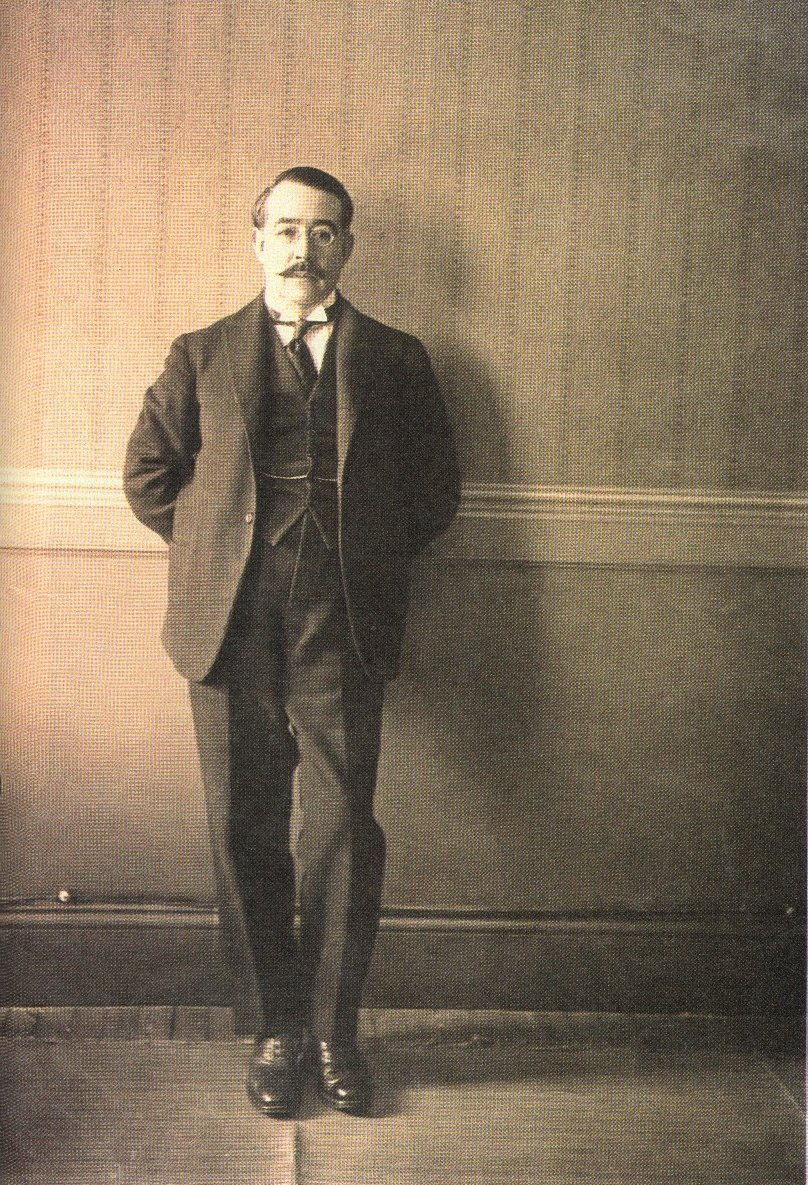
Leopoldo Lugones nel 1922

Nel 1920, Lugones comincia a denunciare una spinta verso le idee nazionaliste con la pubblicazione di un libro di dottrina politica: La mia belligeranza (Mi beligerancia). L'anno seguente pubblica un'opera di divulgazione scientifica El tamaño del espacio (La dimensione dello spazio) e nel 1922 ritorna al simbolismo con Le ore dorate (Las horas doradas). Nel 1923 tiene una conferenza nel teatro Coliseo a Buenos Aires, intitolata Ante la doble amenaza (Davanti alla doppia minaccia) che gli causa un immediato ostracismo da parte di tutto lo schieramento democratico. In questa occasione il dirigente socialista Alfredo Palacios gli dà dello sciovinista. Nel 1926 riceve il Premio Nazionale di Letteratura e nel 1928 presiede la Società Argentina degli Scrittori. Già in quest'epoca è un fervente propugnatore delle teorie fasciste che erano diffuse fra i militari argentini.

### Ultimi anni
Lugones fondò nel 1929 il partito parafascista Lega Repubblicana, ed è un importante propagandista per il golpe militare di José Félix Uriburu del 6 settembre 1930, che spodesta dalla presidenza il caudillo radicale Hipólito Yrigoyen. La sua stretta relazione col regime instaurato da Uriburu gli vale l'odio da parte degli ambienti intellettuali porteñi. Nonostante la sua adesione al nazionalismo autoritario durante gli anni '20, Lugones si opponeva all'antisemitismo, mentre molti importanti intellettuali lo professavano apertamente. Nel 1935 scrive una prefazione al libro La mentira más grande de la historia: los protocolos de los sabios de Sion (La menzogna più grande della storia: i protocolli dei Savi di Sion) di Benjamin W. Segel. L'opera denuncia la falsità del celebre libello antisemita.

### Suicidio
Il 18 febbraio 1938 Lugones si toglie la vita con il cianuro in un hotel in provincia di Buenos Aires. La causa di questo gesto viene di solito fatta risalire a motivazioni politiche, tuttavia, nuove pubblicazioni hanno gettato una luce differente su questo suicidio. Lugones era innamorato di una donna che aveva conosciuto durante un ciclo di conferenze e manteneva con lei una relazione molto passionale. Scoperto da suo figlio, fu costretto a troncare la relazione adulterina. Questo episodio potrebbe aver causato una crisi depressiva e il suicidio. Nella famiglia di Lugones il suicidio sembra comunque essere una caratteristica ricorrente, infatti sono morti in tal modo anche suo figlio Polo, nel 1971, sua nipote e anche un suo pronipote.
Un'altra sua nipote, Susana, è desaparecida durante la dittatura argentina, contribuendo all'idea di un destino familiare tragico simile a quello della stirpe di Horacio Quiroga, amico e ammiratore di Lugones.

## Opere

### Poesia
- Le montagne dell'oro (Las montañas del oro), 1897
- Il crepuscolo del giardino (Crepúsculo del jardín), 1905
- Lunario sentimental, 1909
- Odas seculares, 1910
- El libro fiel, 1912
- El libro de los paisajes, 1917
- Le ore dorate (Las horas doradas), 1922
- Poemas solariegos, 1927
- Romances del Río Seco, 1938
- Cancionero de Aglaura, (postumo)
- La Blanca Soledad

### Racconti
- La guerra gaucha, 1905
- Le forze estranee (Las fuerzas extrañas), 1906
- Racconti fatali (Cuentos fatales), 1926

### Traduzioni italiane
- La statua di sale - antologia di racconti fantastici di Leopoldo Lugones, a cura di Jorge Luis Borges. Parma, F. M. Ricci editore.
- Le forze misteriose (Las fuerzas extrañas), traduzione di Francesco Verde, Torino, Lindau, 2017.

### Romanzi
- El Ángel de la Sombra, 1926